# Голешув (гмина)
Голешув (пол. Goleszów) — сельская гмина (волость) в Польше, входит как административная единица в Цешинский повет, Силезское воеводство. Население — 12 033 человека (на 2004 год).

## Демография
| Перепись                       | Всего   | Всего | Женщины | Женщины | Мужчины | Мужчины |
| ------------------------------ | ------- | ----- | ------- | ------- | ------- | ------- |
| Единицы                        | человек | %     | человек | %       | человек | %       |
| Население                      | 12 033  | 100   | 6269    | 52,1    | 5764    | 47,9    |
| Плотность населения (чел./км²) | 182,6   | 182,6 | 95,1    | 95,1    | 87,5    | 87,5    |

## Поселения
1. Голешув
2. Цисовница
3. Пуньцув
4. Дзенгелюв
5. Бажановице
6. Годзишув
7. Киселюв
8. Лешна-Гурна
9. Козаковице

## Соседние гмины
1. Цешин
2. Гмина Дембовец
3. Гмина Скочув
4. Устронь
5. Чехы